# Oravice
Oravice (szlovákul Oravice) Turdossin településrésze Szlovákiában, a Zsolnai kerület Turdossini járásában. Üdülőtelepülés az Oravica-patak völgyében.

## Fekvése
A Nyugati-Tátra lábánál, Alsókubintól 40 km-re északkeletre, Habovkától 10 km-re keletre fekszik. Turdossinhoz tartozik, attól légvonalban 14 km-re kelet-délkeletre található. Területe nem kapcsolódik Turdossinhoz.

## Története
Nevét az Oravica-patakról kapta, melyet már 1371-ben említenek. A mai település területén ekkor még erdő állt.
A telepet a 17. század elején kezdték benépesíteni Trsztena lakosai, akik 1608-ban kapták a területet használatba Thurzó Györgytől. Első említése 1643-ból származik Bisztra néven, az Oravice-patakot ugyanis abban az időben Bisztrának is nevezték. A falut a várjobbágyok lázongásai miatt 1659-ben Árva akkori ura: Thököly István elpusztította, ettől kezdve Turdossin része. 1728-ban a Turdossiniak veszik bérbe a területet birtokosától. Az 1762-es urbárium az árvai várbirtokok és Turdossin birtokai között megemlíti Bisztra, vagyis Oravicza települést is.
A 18. század végén Vályi András így ír róla: „ORAVKA. Kulich. Árva Várm. földes Ura a’ K. Kamara, lakosai katolikusok, fekszik kellemetlen helyen Tersztenához 4 órányira, Betegeknek való Háza is van, vásár is esett ez előtt benne,’ de most nem igen járják, határja zabnál egyebet nem igen terem.”
1816. szeptember 12-én a szepesi püspök engedélyt ad, hogy a Turdossiniak Oravice területén Szent Anna tiszteletére templomot építhessenek. 1828-ban a településen két házban 16 lakos élt. 1837-ben egy fűrészmalom működött és 16 lakos élt a itt.
Fényes Elek 1851-ben kiadott geográfiai szótárában így ír a településről: „Oravicza, népes puszta, Árva vmegyében, a Gallicziával határos Kárpát bérczek közt: 16 kath. lak., s egy fűrészmalommal, fenyvese gyönyörü, legelője igen tágas és jó. Ezen pusztát Thurdosin birja az árvai uradalomtól haszonbérben.”
A 19. század végére megélénkült a környék turistaforgalma. 1885–86-ban 903 m hosszú fahidat építettek a közlekedés könnyítésére. A trianoni diktátumig Árva vármegye Trsztenai járásához tartozott.
Mára a település nagy üdülőcentrummá épült ki termálfürdővel, sícentrummal és széles körű szolgáltatásokkal.

## Nevezetességei
- Szent Anna temploma 1817 és 1820 között épült, 1864-ben felújították.
- A Jurán-völgyi szurdokot Szlovákia legszebb sziklaszurdokának tartják.
- Termálfürdője egész évben nyitva tart. 34-38 fokos magas vastartalmú vize két medencét táplál. Egyike a legjelentősebb gyógyhatású termálvizeknek Szlovákiában, főként mozgásszervi, vese, idegi és sztressz betegségek ellen hatásos.
- Az üdülőkomplexumhoz tartozik a Meander Sípark 3 sípályával, 4 felvonóval, étteremmel és egyéb szolgáltatásokkal.

## Lásd még
- Turdossin